# Francesco Furini
Francesco Furini (Florencia, entre 1600 y 1603-Florencia, 19 de agosto de 1646) fue un pintor barroco italiano, uno de los más relevantes de Florencia en el siglo XVII. Es un artista peculiar, pues produjo cuadros de un atrevido erotismo aún después de hacerse sacerdote.

## Biografía
Hijo de un mediocre pintor de retratos, Filippo Furini, conocido como Pippo Sciamerone, aprendió de él los rudimentos del arte, para después completar su formación con Matteo Rosselli y Domenico Passignano, aunque también acusó la influencia de Giovanni Biliverti.
Gran admirador de la escultura clásica, que había podido estudiar en las colecciones de los Medici de Florencia, visitó Roma en 1619, y allí conoció el tenebrismo de Caravaggio y sus seguidores. Entre ellos parece que tuvo una especial relación con Bartolomeo Manfredi y Giovanni da San Giovanni.
En 1623 colaboró en la finalización de los frescos del Palazzo Bentivoglio (ahora Pallavicini-Rospigliosi), encargados por el cardenal Guido Bentivoglio, y tal vez también en las pinturas murales inferiores del ábside de la iglesia de SS Quattro Coronati, en Roma (1623-1624).
Su primera obra firmada es una Crucifixión de San Bartolomé (1623, Todi, iglesia de San Bartolomeo). Con cuarenta años, se hizo párroco de Sant’Ansano en Mugello.
Una de sus obras maestras es el conjunto mural al fresco del Palacio Pitti de Florencia (1639-42), donde pintó, por orden de Fernando II de Médici, dos grandes lunetos con La Academia Platónica de Careggi y Alegoría de la muerte de Lorenzo el Magnífico. Ambos murales parecen un desafío de Furini ante Pietro da Cortona, que trabajaba en el mismo edificio en esos años, y en realidad se salen del estilo habitual de Furini.

## Valoración crítica

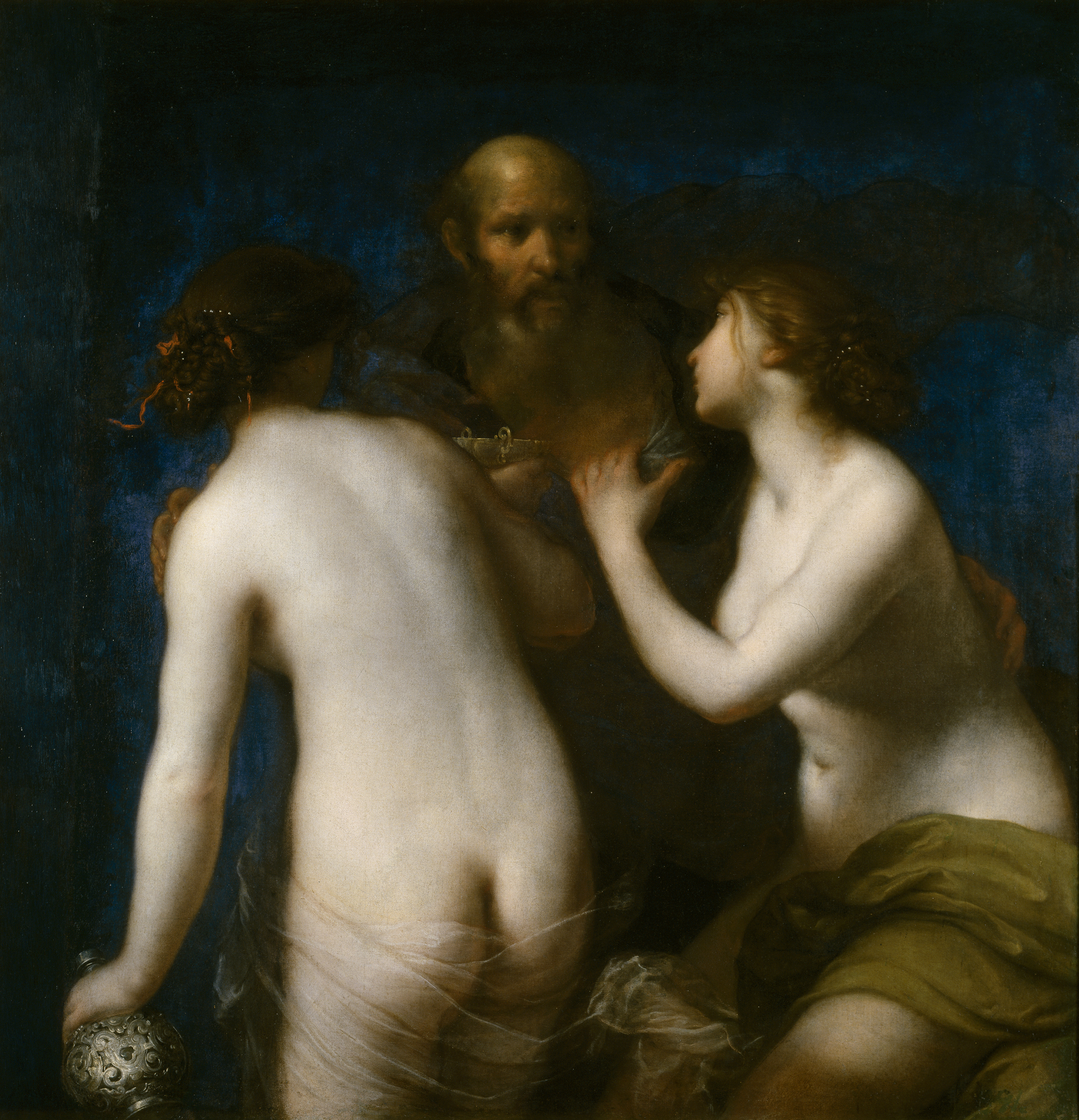
«Lot y sus hijas» (Museo del Prado).

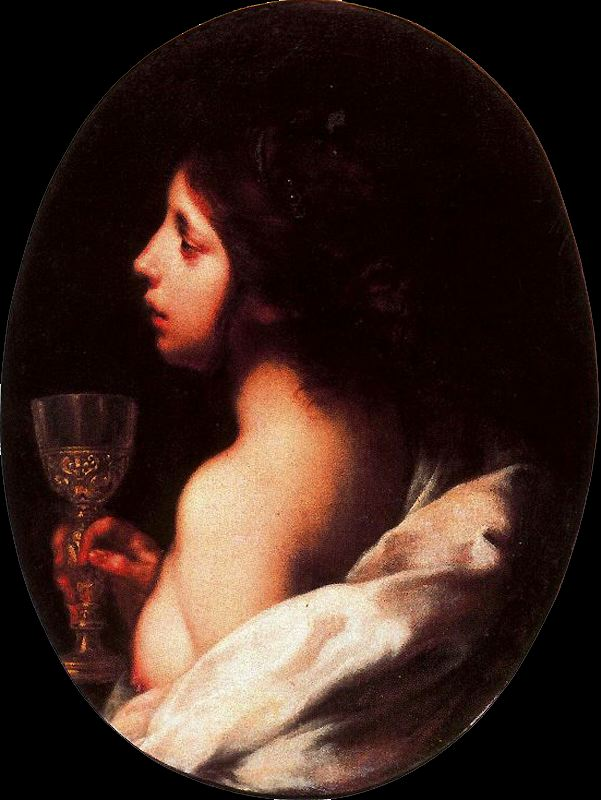
«La Fe» (Galería Palatina, Palazzo Pitti, Florencia).

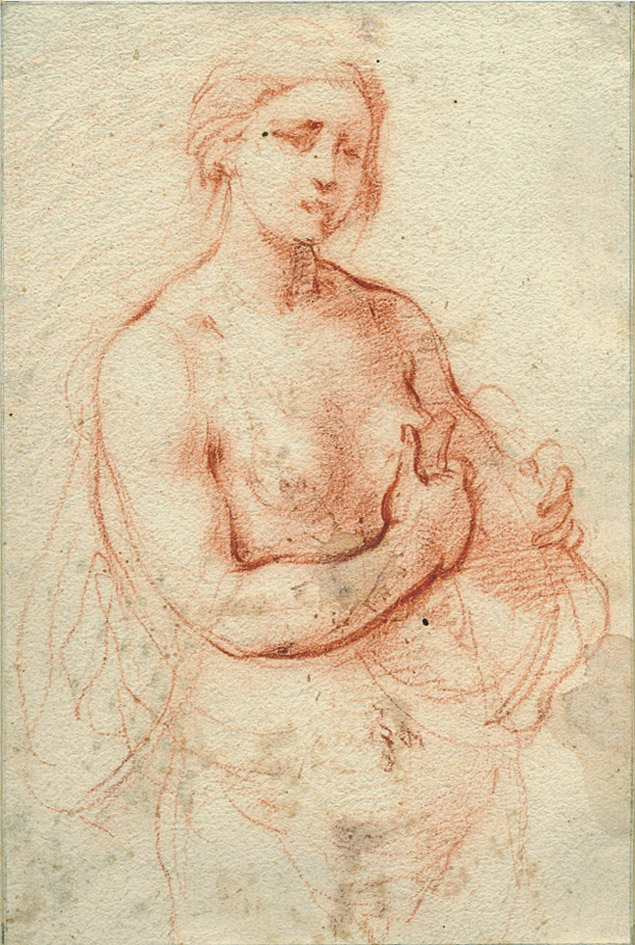
Desnudo femenino, posiblemente Cleopatra con el áspid, dibujo de Furini.

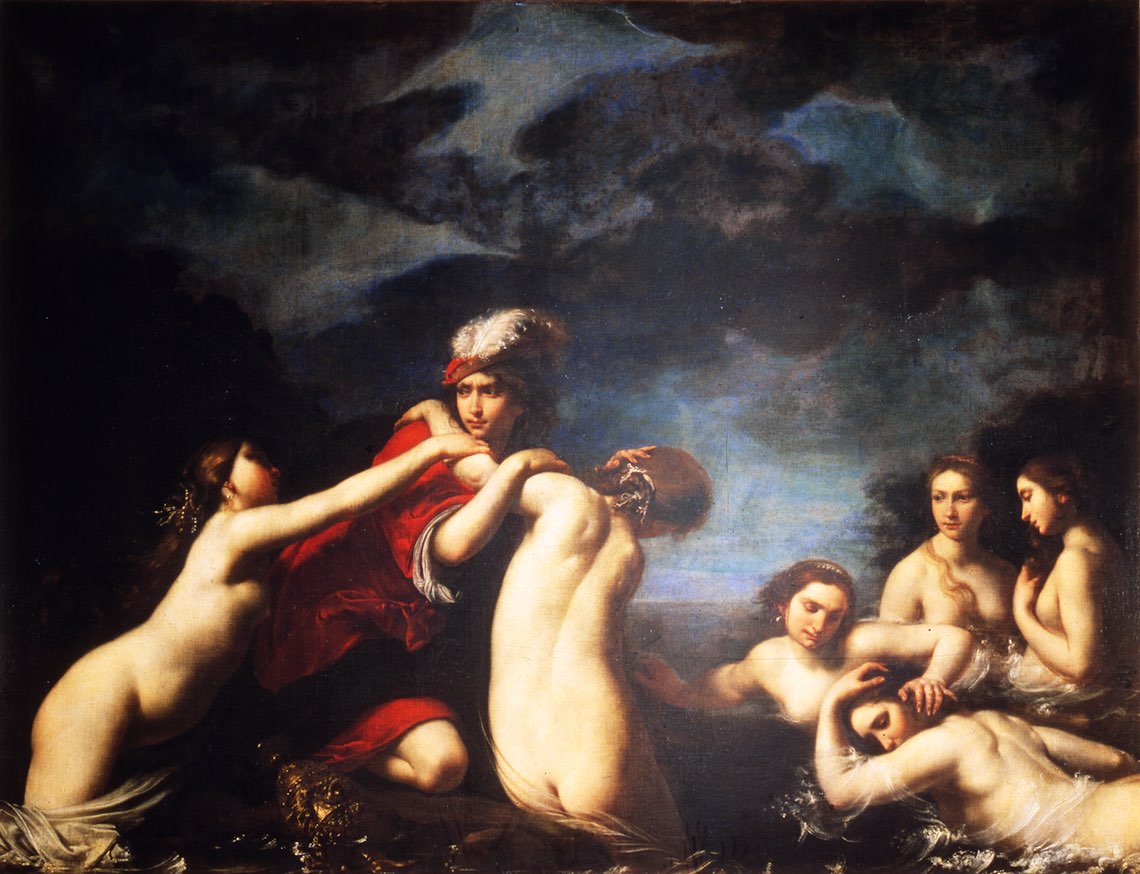
«Hylas y las ninfas», 1630, (Galería Palatina, Palazzo Pitti, Florencia).

La obra de este pintor refleja la tensión entre el manierismo de Florencia, ya un tanto conservador, y las novedades del barroco. Abordó temas bíblicos y mitológicos con un sfumato muy efectista. Presenta ciertos paralelismos con Guido Reni.
El crítico Freedberg describió el estilo de Furini como «lleno de una sensualidad morbosa». Sus figuras femeninas frecuentemente desnudas contrastan con su sentimentalismo religioso. Críticos de la época como Filippo Baldinucci lo recalcaron, y Baldinucci llegó a afirmar que Furini ordenó destruir sus cuadros de desnudo tras su muerte; sin embargo, lo único demostrable es que los siguió pintando tras ordenarse sacerdote.
Ejemplos de ello son Lot y sus hijas (Museo del Prado) y dos pinturas pertenecientes a la Casa de Alba: Alegoría de la Verdad (Palacio de Liria, Madrid) y La creación de Eva (Palacio de Dueñas, Sevilla).

## Obras destacadas
- Céfalo y Aurora (antes de 1626, Museo de Arte de Ponce, Puerto Rico)
- Hylas y las ninfas, (poco antes de 1633, Palacio Pitti, Florencia)
- La Fe, (1638, Palazzo Pitti, Florencia)
- San Juan Evangelista, (hacia 1630, Musée des Beaux-Arts, Lyon)
- El parto de Raquel, (Alte Pinakothek, Múnich).
- Judith y Holofernes, (1636, Galleria Nazionale d'Arte Antica, Roma)
- Lot y sus hijas, (Museo del Prado, Madrid)
- Andrómeda encadenada, (Ermitage, San Petersburgo).
- Andrómeda encadenada, (Museo de Bellas Artes de Budapest).
- Crucifixión con ángeles, San Bartolomé, San Juan y María Magdalena, (San Bartolomeo, Todiano in Preci)
- Magdalena Penitente (Kunsthistorisches, Viena)
- Frescos, Salone, Palazzo Pitti (documentados 1639-42, Museo degli Argenti)
- Las Tres Gracias, (Ermitage, San Petersburgo)
- San Sebastián (Staatsgalerie Schleissheim Palace, cerca de Múnich)
- Venus llora la muerte de Adonis, (Museo de Bellas Artes de Budapest)
- San Sebastián curado por Santa Irene (Dorotheum Viena)
- Judith con la cabeza de Holofernes (Cassa Risparmio, Florencia)
- Expulsión del Paraíso de Adán y Eva (Cassa Risparmio, Florencia)
- Ghismonda con el corazón de Ghiscardo (Colección Luzzetti)
- Magdalena Penitente (Galleria Pratesi, Florencia)
- San Carlos Borromeo sostenido por ángeles (Iglesia della Misericordia, San Casciano Val di Pesa)
- Acis y Galatea (Alte Pinacotek, Mónaco)
- La gloria de la Casa Salviati (Staatgalerie, Stuttgart)
- Arcángel San Miguel (Iglesia de Badia, Florencia)
- Retrato de muchacho como Apolo (Columbia University)
- Magdalena Penitente (Museo Cívico de Siena).
- Alegoría de la Verdad (Palacio de Liria, Madrid)
- Creación de Eva (Palacio de las Dueñas, Sevilla)